# 孫葆潔
孫葆潔（簡体字中国語: 孙葆洁、繁体字中国語: 孫葆潔、拼音: Sūn Bǎojié、そん・ほけつ、スン・バオジェ、1965年1月2日 - ）は、中国のサッカー審判員である。

## 概要
山西省晋中市出身。1997年にFIFA国際審判員の資格を取得、2010年まで国際審判員として活動し、AFCチャンピオンズリーグやAFCカップ、AFCプレジデンツカップで主審を務めた。2001年には、2001 FIFAワールドユース選手権において開幕戦であるアルゼンチン代表対フィンランド代表の審判を務めた。2008年には中国サッカー・スーパーリーグの最優秀審判賞を受賞している。2010年に中国サッカー協会が定める定年の45歳に達したため、審判員引退を表明した ものの、引退を惜しむ声が多く、協会が規則改訂に乗り出し2012年には再び審判員を務めている。

## 担当した主な国際大会

### AFCチャンピオンズリーグ
- 2007年大会
  - グループF: アレマ・マラン vs バンコク・ユニバーシティ
- 2008年大会
  - グループA: セパハン vs アル・イテハド
  - グループB: サイパFC vs アル・クウェート
  - グループC: アル・アハリ・ジッダ vs アル・カラマ
  - 準々決勝: ガンバ大阪 vs アル・カラマ
  - 準決勝: アデレード・ユナイテッド vs ブニョドコル
- 2009年大会
  - グループA: パフタコール vs アル・ヒラル
  - グループB: アル・シャバブ vs アル・ガラファ
  - グループC: アル・ジャジーラ・クラブ vs エステグラルFC
  - グループD: セパハン vs ブニョドコル
- 2010年大会
  - グループA: エステグラルFC vs アル・アハリ・ジッダ
  - グループB: ブニョドコル vs ゾブ・アハン
  - グループC: アル・アインFC vs パフタコール

### FIFAワールドカップアジア予選
- 2002 FIFAワールドカップ・アジア予選
  - 1次予選:  インド vs  アラブ首長国連邦
  - 2次予選:  タイ vs  イラク
- 2006 FIFAワールドカップ・アジア予選
  - 1次予選: グループ5  アラブ首長国連邦 vs  タイ、グループ6  バーレーン vs  タジキスタン
  - 最終予選: グループA  クウェート vs  ウズベキスタン
- 2010 FIFAワールドカップ・アジア予選
  - 3次予選:  タイ vs  バーレーン、 シリア vs  アラブ首長国連邦
  - 4次予選:  カタール vs  日本、 バーレーン vs  カタール、 朝鮮民主主義人民共和国 vs  イラン

### その他の国際大会
- キリンカップサッカー2000  日本 vs  ボリビア
- 2001 FIFAワールドユース選手権  アルゼンチン vs  フィンランド
- ルナー・ニューイヤー・カップ(旧カールスバーグ・カップ)2003: デンマークリーグ選抜 vs 香港選抜
- AFCプレジデンツカップ2006決勝戦: ドルドイ・ディナモ vs ヴァフシュ・クルガン・テッパ
- キリンチャレンジカップ2006  日本 vs  トリニダード・トバゴ
- AFCカップ2007準決勝: シャバブ・アル・オルドゥン vs ネジマSC
- AFCアジアカップ2007グループD:  バーレーン vs  韓国
- 2010 AFFスズキカップ準決勝:  マレーシア vs  ベトナム
- AFCアジアカップ2011予選:  オマーン vs  オーストラリア
- プレミアリーグ・アジアトロフィー2009: ウェストハム・ユナイテッド vs 北京国安